# Carcelia secunda
Carcelia secunda là một loài ruồi trong họ Tachinidae.